# Presbiterio (Iglesia católica)
En la Iglesia católica, presbiterio es un término que se usa para referirse al conjunto de sacerdotes que residen en una diócesis particular y bajo la autoridad de un obispo propio.

Escudo de armas genérico de un presbítero católico.

## Sentido del término según la eclesiología católica
Para la mentalidad católica el término presbiterio indica más que un simple conjunto de iguales, sino que quiere remarcar una verdadera comunión entre el obispo diocesano y los presbíteros que colaboran con él en ejercer el ministerio de la jerarquía de la Iglesia dentro de su diócesis. 
Más allá de una simple unión de voluntades en la consecución de un fin común la unión del obispo y sus sacerdotes debe entenderse enmarcada dentro de la doctrina del cuerpo místico de Cristo. El Obispo y sus sacerdotes participan del mismo ministerio sacerdotal: magisterial, litúrgico y de dirección, pero el primero siempre ejerciendo una caritativa autoridad sobre estos y aquellos siempre en fiel obediencia a aquel.

## Base en la doctrina católica
El obispo posee la plenitud del sacramento del orden sacerdotal que lo hace participar en el triple ministerio de Cristo: oferente, maestro y guía del pueblo de Dios, los presbíteros poseen el segundo grado de dicho sacramento. El obispo delega su autoridad en los presbíteros que actuaran en su representación al fungir como cabezas de las diferentes parroquias, santuarios y rectorías en que se divida la grey de una diócesis. Asimismo, la responsabilidad del buen gobierno espiritual y material de una diócesis recae en última instancia en el obispo.

## Concelebraciones
El sentido de la unión del obispo con su presbiterio puede notarse más claramente en la celebración conjunta de los distintos sacramentos, especialmente la eucaristía: todos los sacerdotes participan de la misma acción litúrgica de la Iglesia católica y el obispo está a la cabeza de todos: concelebrantes y pueblo fiel.